# بايبدريم (إطار برمجي)
بايبدريم (Pipedream) هو إطار برمجي صُمِّم خصيصًا لتشغيل برمجيات خبيثة تستهدف وحدات التحكم المنطقي القابلة للبرمجة (PLCs) وأنظمة التحكم الصناعي (ICS). بعبارة اخرى بايبدريم هو "جاسوس رقمي تخريبي"، يخترق منشآت حيوية من الداخل، ثم يستخدم معرفته بالبيئة الصناعية للسيطرة عليها أو تعطيلها، بل وحتى تدميرها. لا يتطلب مستوىً عالٍ من الذكاء الاصطناعي، لكنه يعتمد على مكتبة خوارزميات معدة مسبقا، وعلى قدرة المهاجم في تحليل البنية الرقمية الصناعية.
تم الكشف عنه علنًا لأول مرة في عام 2022، ووصِف بأنه "سكين سويسرية" في مجال الاختراق السيبراني، نظرًا لتعدد أدواته وقابليته للعمل في بيئات صناعية معقدة. يشير هذا التشبيه إلى مرونة الأداة وكفاءتها في تنفيذ مهام تخريبية متعددة داخل البنى التحتية الحيوية، مما يجعله رمزًا لتهديدات الجيل الجديد من الهجمات السيبرانية على القطاع الصناعي.
ويُعتقد أن بايبدريم من إنتاج جهات متقدمة من نوع التهديد المستمر المتقدّم (APT)، تعمل على مستوى الدولة، مما يضعه في مصافّ الأدوات السيبرانية المرتبطة بالحروب الرقمية والصراعات الجيوسياسية الحديثة، حيث لم تعد خطوط المواجهة محصورة في الميدان، بل امتدّت إلى مصانع الطاقة، وشبكات المياه، ومحطات المعالجة.
تشير تحليلات أمنية إلى أن "بايبدريم" لا يُستخدم فقط للاختراق، بل كذلك لتهيئة الأرضية للتخريب المتأخر أو التحكم الموجَّه في سياقات أزمات أو حروب، ما يفتح الباب أمام أنماط جديدة من "الردع الرقمي" في الحروب غير التقليدية.
أطلقت شركة الأمن السيبراني دراقوس (Dragos) اسم بايبدريم (Pipedream) على هذا الإطار البرمجي التخريبي، وذلك ضمن استراتيجيتها التصنيفية لأدوات الهجوم على أنظمة التحكم الصناعي.
في المقابل، اعتمدت شركة مانديانت (Mandiant) اسمًا مغايرًا هو إنكونترولر (Incontroller), وهي تسمية تحمل دلالة رمزية على السيطرة الكاملة عن بُعد على نظم البنية التحتية الحيوية، ما يُعبّر عن بُعد جديد في تطور أدوات الحرب السيبرانية المدعومة من دول.
وقد قورنت هذه الأداة بمنصة إندستروير (Industroyer)، التي استُخدمت في هجوم ديسمبر 2015 على شبكة الكهرباء في أوكرانيا، وهي إحدى أبرز الهجمات الإلكترونية التي عطّلت منشآت حيوية في دولة ذات بنية تحتية معقدة.
وتنسب شركة دراقوس تطوير "بايبدريم" إلى مجموعة قرصنة متقدّمة تُعرف باسم شيرنوفايت (Chernovite), وهي جهة مصنفة ضمن فئة التهديدات المستمرة المتقدمة، ويُعتقد أنها تنشط برعاية حكومية في إطار الحروب الرقمية التي تستهدف مفاصل الصناعة والطاقة واللوجستيات.
وتكشف التعددية في التسميات عن اختلاف في مدارس التحليل السيبراني: فبينما تركز دراقوس على الرمزية الهندسية في "أنبوب الأحلام"، ترى مانديانت المشهد من زاوية "التحكم المطلق"، وهو تباين يعكس شدة التهديد وعمق التأويل.

## التفاصيل
يتكوّن طقم أدوات بايبدريم من أدوات مخصّصة طُوّرت لاختراق أنظمة تكنولوجيا العمليات التي تمثل البنية التحتية الرقمية والخوارزمية التي تدير برامج المعدات الصناعية مثل المضخات، المحركات، الصمامات، وحدات التبريد، وغيرها، بحيث يتمكّن المهاجم، بعد أن يتمكن المخترق من الوصول الأولي إلى الشبكة المهاجمة وقد يتم ذلك عبر بريد إلكتروني خبيث، جهاز ملوث من الداخل، أو ضعف في جدار الحماية يبدأ في تنفيذ سلسلة من الأنشطة التخريبية تشمل: المسح الشبكي فيتعرف من خلالها على نوع الأجهزة وأنظمة تشغيلها وبروتوكولاتها وثغراتها. ثم ينتقل المهاجم الى مرحلة السيطرة على الأجهزة فتحدد الأدوات البرمجية الأهداف وتقوم بمحاولة الدخول إليها. يتم ذلك عبر كلمات مرور ضعيفة، أو ثغرات أمنية، أو تحميل تعليمات برمجية خبيثة. حتى تصل الى مرحلة التحكم الكامل بأنظمة التحكم الصناعي وأنظمة الإشراف والتحكم وجمع البيانات فتتابع وترسل التعليمات للأجهزة.
تشمل الأجهزة المستهدفة ما يلي:
- وحدات التحكم المنطقي القابلة للبرمجة من شنايدر إلكتريك،
- وحدات سيزماك نيكس من شركة أومرون،
- خوادم منصة الاتصالات الموحدة المفتوحة.

ويتميّز هذا الطقم بهيكلية وحدوية تسمح بتنفيذ هجمات مؤتمتة على الأجهزة الصناعية، من خلال أدوات تتيح واجهة أوامر افتراضية تُحاكي الواجهة الأصلية للأجهزة المستهدفة، مما يمكّن حتى المهاجمين ذوي الخبرة المحدودة من تنفيذ عمليات تبدو وكأنها من تنفيذ جهات عالية التخصص.
ويستطيع المهاجمون الاستفادة من هذه الوحدات للقيام بمهام عديدة، منها:
- البحث عن الأجهزة الصناعية داخل الشبكة،
- الاستطلاع الفني وجمع معلومات مفصلة عن الأجهزة،
- تحميل إعدادات أو شفرات خبيثة إلى الأجهزة،
- نسخ بيانات احتياطية أو استعادتها،
- تعديل خصائص الجهاز التشغيلية.

بالإضافة إلى ذلك، تتضمن الأداة وحدة تستغل مشغّلًا موقعًا رسميًا من شركة آسروك يُعرف باسم "أسردرايف"، وتحديدًا النسخة التي تحتوي على الثغرة المعرفة باسم "سي في إي عشرين عشرين - خمسة عشر ثلاثة ستة ثمانية"، وتُستخدم هذه الثغرة لتنفيذ تعليمات خبيثة داخل نواة نظام التشغيل وندوز.
ويُعتبر هذا النوع من الهجمات مرحلة جديدة من الحروب الرقمية الصناعية، حيث لم تعد البرمجيات الخبيثة تستهدف بيانات أو حسابات، بل أصبحت أدوات فعلية لتعطيل الآلات والمصانع وشبكات الطاقة ومفاصل البنية التحتية، ضمن حروب دبلوماسية غير معلنة تُدار في صمت بين دول وفاعلين مجهولين.